# Oscar Larroca (Künstler)
Oscar Larroca (* 21. Oktober 1962 in Montevideo, Uruguay) ist ein uruguayischer Künstler.
Larroca illustrierte Kataloge, Bücher, Poster und gestaltete Plattencover. Für uruguayische Musiker wie beispielsweise Pollo Píriz produzierte er Video-Clips und schrieb deren Drehbücher. Larroca arbeitete als Illustrator für Zeitungen und Werbeagenturen. Von 1990 bis 1999 war er Exklusiv-Illustrator der Unterhaltungs-Seite der uruguayischen Tageszeitung El País.
Mit seinen Werken nahm er seit 1981 an zahlreichen Ausstellungen teil. Einzelausstellungen hielt er dabei unter anderem in New York, Barcelona, Buenos Aires, Wien und Paris ab. Auch in Cagnes-sur-Mer exponierte er 1986 beim XVIII. Internationalen Festival der Malerei. 1990 war seine Kunst in Jugoslawien bei der XXII. Ausstellung der Weltgalerie der Cartoons in Skopje zu sehen. Auch in uruguayischen Museen und Privatsammlungen im In- und Ausland ist er repräsentiert.
Im Laufe seines künstlerischen Schaffens wurde Larroca mit einer großen Bandbreite an Auszeichnungen bedacht. So erhielt er 1981 den Ersten Preis in der Ausstellung Junger Künstler (Muestra de Plásticos Jóvenes). 1983 folgten der Erste Preis der Biennale Bienal Uruguaya de Expresión Plástica und der Zweite Preis beim XXXI. Salón Municipal de Artes Plásticas.
1985 wurde ihm beim VI. Salón Leonístico de Artes Plásticas de la Juventud und beim XXXIII. Salón Municipal jeweils der Erste Preis zugesprochen. Einen solchen erhielt er auch im Folgejahr im Rahmen des Salón de Artes Plásticas del Banco de la República Oriental del Uruguay. 1988 siegte er beim Wettbewerb Almanaque INCA. Sowohl den Premio Ville de Gilette als auch den Premio Kokusai Bijutzu Shingikai konnte er 1997 in Nizza beim 9. Internationalen Großen Preis der Kunst in Empfang nehmen. Zwei Jahre später zeichnete man Larroca in Barcelona beim Obra Gráfica Contemporánea im IV. Saló Internacional d'Arts Plastiques mit einem weiteren Ersten Preis aus. 2003 verlieh ihm die „Société Académique d'Éducation e d'Encouragement, Arts-Sciences-Lettres“ in Paris die Ehrenmedaille. Für den Premio Bartolomé Hidalgo wurde er seitens der Cámara Uruguaya del Libro aufgrund seines 2004 erschienenen Buches La mirada de Eros: aproximación a la temática erótica en las artes visuales y otros ensayos vinculados a la creación artística in der Kategorie Revelación als Finalist nominiert. Für seine 2007 erschienene Publikation La suspensión del tiempo: acercamiento a la filosofía de Manuel Espínola Gómez wurde eine Erste Erwähnung bei den Nationalen Literaturpreisen in der Sparte „Kunstprobe“ (Ensayo de arte) ausgesprochen. 2011 erhielt er den von der Uruguayischen Zentralbank verliehenen Premio Figari. Larroca lebt in Florida. Dort lehrt er in seinem eigenen Atelier und gibt überdies seit 1998 Kurse im Arte Club in Montevideo.